# Hover Bovver
Hover Bovver ist ein Computerspiel aus dem Jahr 1984, dass von Jeff Minter für den Commodore 64 und die Atari 8-Bit Computer entwickelt wurde. Im Jahr 2002 wurde von der Firma Idigicon Limited eine PC-Windows Version auf den Markt gebracht. Sechzehn Jahre später veröffentlichte Elektronite eine Intellivision-Version. Sie wurde nicht von Minter, sondern von Óscar Toledo Gutierrez programmiert.

## Gameplay
Der Spieler ist Besitzer eines schönen Vorgartens mit einer großen Rasenfläche. Der Rasen ist jedoch in den letzten Tagen stark gewachsen und muss dringend geschnitten werden. Der Rasenmäher des Spielers ist kaputt, sodass dieser sich entschließt, den des Nachbarn zu stehlen, der ebenfalls beim Mähen seines Rasens ist. Immer wenn der Nachbar nicht hinsieht, klaut der Spieler den Rasenmäher. Der eigene Haushund kann dabei helfen, dass der Nachbar nicht so schnell seinen Rasenmäher zurückbekommt. Je mehr Rasen gemäht wird, ohne dass der Nachbar seinen Rasenmäher wieder bekommt, desto mehr Punkte werden erreicht.